# Brotia insolita
Brotia insolita е вид охлюв от семейство Pachychilidae.

## Разпространение и местообитание
Видът е разпространен в Тайланд.
Обитава сладководни басейни, реки и потоци.